# سينثيا كالديرون
سينثيا كالديرون (بالإسبانية: Cynthia Calderón)‏ هي متسابقة ملكة الجمال وعارضة بيروفية، ولدت في 1988 في تاكنا في بيرو.